# Orde van Vittorio Veneto

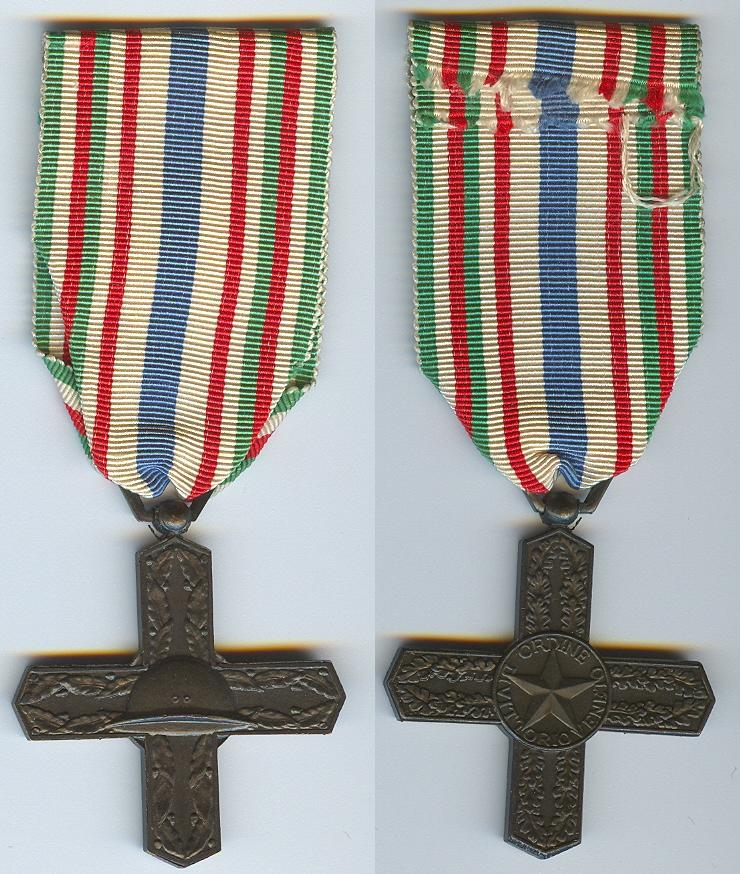
Het kleinood

De Orde van Vittorio Veneto (Italiaans: Ordine di Vittorio Veneto) is een Italiaanse ridderorde die in 1968 door de Italiaanse president Giuseppe Saragat werd ingesteld. Deze ridderorde, die uit een enkele klasse bestaat, herdenkt de overwinning die de Italiaanse troepen bij het plaatsje Vittorio Veneto behaalden op het Oostenrijks-Hongaarse leger.
De orde drukt de "dankbaarheid van de natie" uit en werd verleend aan Italiaanse veteranen met zes maanden gevechtservaring in de Eerste Wereldoorlog en de oorlogen die Italië voor 1914 vocht. Zij moeten eerder met het Kruis van Verdienste (Italiaans: "croce al merito di guerra") zijn gedecoreerd.
Het kleinood is een zilveren kruis met een medaillon waarop de ster van de republiek is afgebeeld en dit wordt aan een veelkleurig lint met tweemaal de Italiaanse vlag als bies en een lichtblauwe middenstreep gedragen op de linkerborst. 